# Freylinia
Freylinia es un género con doce especies de plantas de flores de la familia Scrophulariaceae. 

## Especies seleccionadas
- Freylinia cestroides
- Freylinia crispa
- Freylinia decurrens
- Freylinia densiflora
- Freylinia lanceolata
- Freylinia longiflora
- Freylinia oppositifolia
- Freylinia rigida
- Freylinia tropica
- Freylinia undulata
- Freylinia visseri
- Freylinia vlokii

- Datos: Q4492621
- Multimedia: Freylinia / Q4492621
- Especies: Freylinia